# Provincia di Cauquenes
La provincia di Cauquenes è una provincia del Cile centrale, che appartiene alla Regione del Maule (VII Región). La provincia confina:
- a nord con la provincia di Talca,
- a ovest con l'oceano Pacifico,
- a sud con la provincia di Ñuble,
- a est con la provincia di Linares

La provincia conta 3 comuni (Cauquenes, Chanco e Pelluhue) e 57 088 abitanti (2002) e si estende per 3 027 chilometri quadrati.